# 甲基丙二酸单酰辅酶A
甲基丙二酸单酰辅酶A （或简称甲基丙二酰辅酶A）是由辅酶A与甲基丙二酸通过硫酯键结合的重要代谢中间产物，参与许多生物合成与分解反应。

## 生物合成及转换
由奇数碳的脂肪酸代谢或胆固醇侧链形成的丙酰辅酶A与碳酸氢盐经丙酰辅酶A羧化酶催化形成甲基丙二酰辅酶A。甲基丙二酰辅酶A再通过甲基丙二酸单酰辅酶A变位酶（methylmalonyl-CoA mutase，MUT）异构化为琥珀酰辅酶A（以维生素B12为辅酶）。此异构化的反应是可逆的，其产物琥珀酰辅酶A进入三羧酸循环。 即:
丙酰辅酶A + 碳酸氢盐 → 甲基丙二酰辅酶A → 琥珀酰辅酶A

## 维生素B12
维生素B12在此反应中起重要作用。辅酶B12（腺苷钴胺素）是维生素B12的一种有机金属形式。它是甲基丙二酰辅酶A变位酶的辅因子。甲基丙二酰辅酶A转化为琥珀酰辅酶A是自由基反应。

## 相关疾病

### 甲基丙二酸血症（Methylmalonic Acidemia，MMA）
此疾病发生于甲基丙二酰辅酶A变位酶（MUT）无法将足够的甲基丙二酰辅酶A转化为琥珀酰辅酶A，因此丙酸和/或甲基丙二酸在体内的发生异常积累，将可能导致婴儿严重的脑损伤。甚至死亡。此疾病与维生素B12有关，因为维生素B12是甲基丙二酰辅酶A变位酶（MUT）的辅因子。